# Comuna de Cieląd
Cielądz (polaco: Gmina Cielądz) é uma gminy (comuna) na Polónia, na voivodia de Lodz e no condado de Rawski. A sede do condado é a cidade de Cielądz.
De acordo com os censos de 2004, a comuna tem 4114 habitantes, com uma densidade 43,8 hab/km².

## Área
Estende-se por uma área de 93,88 km², incluindo:
- área agricola: 79%
- área florestal: 14%

## Demografia
Dados de 30 de Junho 2004:
|                      | Total   | Total | Mulheres | Mulheres | Homens  | Homens |
| -------------------- | ------- | ----- | -------- | -------- | ------- | ------ |
|                      | pessoas | %     | pessoas  | %        | pessoas | %      |
| População            | 4114    | 100   | 2056     | 50       | 2058    | 50     |
| Densidade (pop./km²) | 43,8    | 100   | 21,9     | 21,9     | 21,9    | 21,9   |

De acordo com dados de 2002, o rendimento médio per capita ascendia a 1391,61 zł.

## Comunas vizinhas
- Czerniewice, Nowe Miasto nad Pilicą, Rawa Mazowiecka, Regnów, Rzeczyca, Sadkowice